# Bedtime Story
Bedtime Story is een single uit 1972, geschreven door Billy Sherrill en Glenn Sutton en gezongen door Tammy Wynette. Bedtime Story was Wynettes elfde nummer 1-hit in de Hot Country Singles-hitlijst - het nummer bleef dertien weken op deze positie staan.

## Hitlijsten
| Hitlijst (1971–1972)             | Hoogste positie |
| -------------------------------- | --------------- |
| VS Billboard Hot Country Singles | 1               |
| VS Billboard Hot 100             | 86              |
| Canadese RPM Country Tracks      | 1               |